# Championnat d'Autriche féminin de football 1989-1990
Navigation
Édition précédente Édition suivante
La saison 1989-1990 du Championnat d'Autriche féminin de football (Österreichische Fußball-Frauenmeisterschaft) est la vingt-et-unième saison du championnat.
Cette saison, avec le retrait de deux clubs et la promotion de trois autres le championnat passe à 12 équipes. Le promu First Vienna FC 1894 est une des premières équipes féminines issue d'un club masculin de première division.

## Organisation
La compétition se déroule en mode championnat, chaque équipe joue deux fois contre chaque équipe adverse participante, une fois à domicile et une fois à l'extérieur.

## Compétition
Une victoire = 2 points, un match nul = 1 point.

### Classement
| Rang | Équipe                     | Pts | J  | G  | N | P  | Bp  | Bc  | Diff |
| ---- | -------------------------- | --- | -- | -- | - | -- | --- | --- | ---- |
| 1    | Union Kleinmünchen         | 37  | 22 | 18 | 1 | 3  | 141 | 25  | +116 |
| 2    | SC Brunn am Gebirge (de) C | 37  | 22 | 16 | 5 | 1  | 124 | 20  | +104 |
| 3    | DFC Ostbahn XI             | 35  | 22 | 16 | 3 | 3  | 91  | 24  | +67  |
| 4    | USC Landhaus               | 34  | 22 | 16 | 2 | 4  | 94  | 17  | +77  |
| 5    | 1. DFC Leoben              | 30  | 22 | 14 | 2 | 6  | 72  | 34  | +38  |
| 6    | LUV Graz Damen             | 21  | 22 | 8  | 5 | 9  | 56  | 46  | +10  |
| 7    | DFC Heidenreichstein       | 21  | 22 | 9  | 3 | 10 | 51  | 51  | 0    |
| 8    | ASV Vösendorf              | 18  | 22 | 7  | 4 | 11 | 40  | 48  | -8   |
| 9    | SC Neunkirchen P           | 15  | 22 | 6  | 3 | 13 | 33  | 77  | -44  |
| 10   | SV Wienerfeld P            | 7   | 22 | 2  | 3 | 17 | 16  | 108 | -92  |
| 11   | First Vienna FC 1894 P     | 6   | 22 | 2  | 2 | 18 | 17  | 118 | -101 |
| 12   | ESV Stadlau/Kaisermühlen   | 3   | 22 | 1  | 1 | 20 | 9   | 176 | -167 |

| Légende : Qualifications et relégations | Légende : Qualifications et relégations                            |
| --------------------------------------- | ------------------------------------------------------------------ |
|                                         | Champion d'Autriche                                                |
|                                         | Relégué en deuxième division                                       |
|                                         | T : Tenant du titre P : Promu C : Vainqueur de la Coupe d'Autriche |

- DFC Heidenreichstein et LUV Graz Damen retirent leur section féminine en fin de saison.
- Le Union Kleinmünchen remporte son premier titre de champion d'Autriche[1].